# Beretualdo
Berhtwald, O.S.B. (s. VII-Glastonbury, 13 de enero de 731), conocido también como Brihtwald, Beorhtweald, Bertwald, Berthwald, Beorhtwald, o Beretuald, fue un religioso benedictino sajón, noveno Arzobispo de Canterbury, entre los años 693 y 731. Había servido como abad de Glastonbury. Con él se inicia la serie de prelados oriundos de Inglaterra, aunque anteriormente ya había ocupado la sede arzobispal Deusdedit, arzobispo de Canterbury entre 655 y 664. 
Es venerado como santo por la Iglesia Católica, y se conmemora su fiesta el 9 de enero.

## Hagiografía

### Primeros años
Aunque de linaje real, se sabe poco de sus primeros años, según Beda el Venerable estaba muy familiarizado con las Sagradas Escrituras, con la ciencia eclesiástica y monástica.

### Abad
Cenwalh de Wessex designó a Berhtwald como el primer anglosajón como de Abad de Glastonbury el año 667 bajo el consejo de su amigo San Benito Biscop.

## Arzobispo de Canterbury
La Sede de Canterbury estuvo vacante durante dos años después de la muerte de Teodoro de Tarso debido a los disturbios en el reino de Kent donde varios reyes luchaban por el control. La sucesión en el reino estaba siendo disputada entre los rivales Oswine de Kent y Wihtred de Kent, y varios reyes del exterior. El tiempo de espera también puede atribuirse a que Wilfredo de York, expulsado de York por Teodoro de Tarso también deseaba convertirse en Arzobispo de Canterbury. 
Berhtwald fue consagrado el 29 de junio de 693, tras viajar a Francia para su consagración como arzobispo de Canterbury por Godwin, arzobispo de Lyon, este viaje se debió probablemente porque temía que su elección no fue apoyada por todos los reyes y obispos. Después viajó a Roma para obtener el apoyo del Papa Sergio I, quien escribió a los reyes anglosajones y a los obispos en apoyo del nuevo arzobispo.
Al parecer fue capaz de mantener el orden en la Iglesia inglesa, establece el obispado en Sherborne (Wessex), y fue durante su mandato que el Reino de Sussex, el último reino pagano, se convirtió al cristianismo. Consagró, además al primer Obispo de Selsey.
Berhtwald había sido un estrecho colaborador Wihtred de Kent quien eximió a la Iglesia del pago de impuestos. También se ocupó de otros asuntos eclesiásticos como el matrimonio, la observancia del domingo y el culto pagano.
Gran parte del obispado de Berhtwald coicidió con los esfuerzos de Wilfredo por recuperar la sede de York y para revertir la división de York en pequeñas diócesis. Berhtwald, tal como su antecesor, se opone a las pretensiones de Wilfredo. Se dice que conspiró en su contra y tres años más tarde el Papa acordó que Wilfredo debía recibir el obispado de Hexham en lugar del de York y así se sanjó el largo conflicto.

## Muerte
Berhtwald murió el 13 de enero de 731. Fue enterrado en Canterbury y canonizado, su día festivo es el 9 de enero.
| Predecesor: Teodoro de Tarso | Arzobispo de Canterbury 693 - 731 | Sucesor: Tatwine |